# Lijst van gemeentelijke monumenten in Noord-Brabant

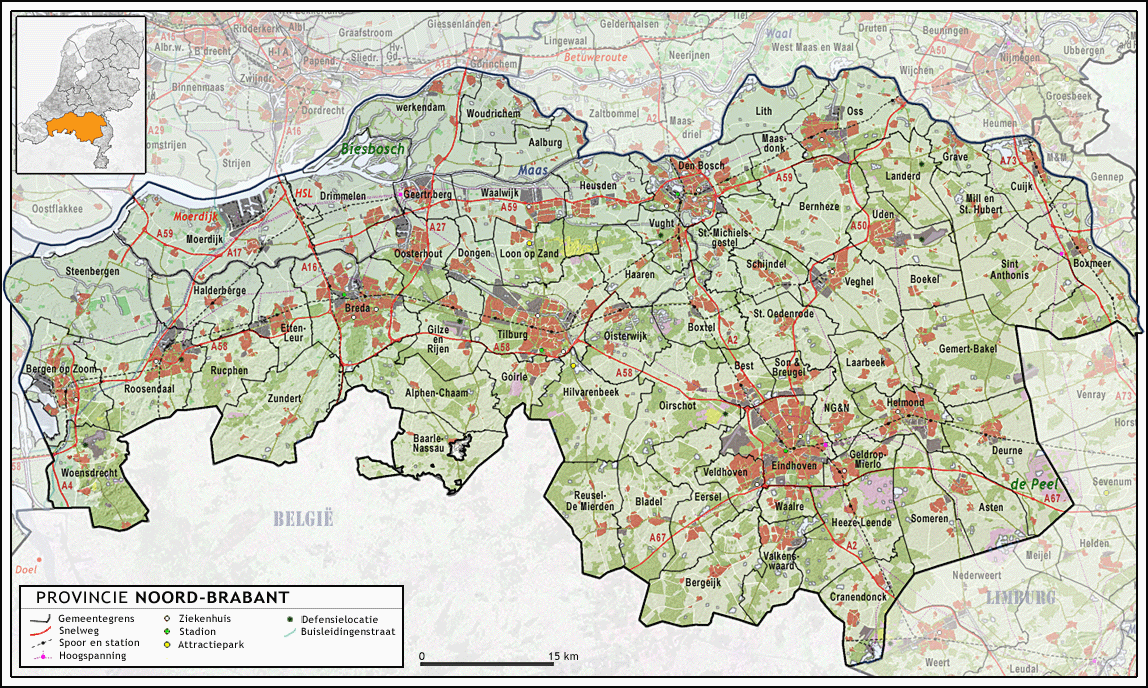
Noord-Brabant

In een aantal gemeenten in Noord-Brabant zijn er gemeentelijke monumenten door de gemeente aangewezen.
- Lijst van gemeentelijke monumenten in 's-Hertogenbosch
- Lijst van gemeentelijke monumenten in Alphen-Chaam
- Lijst van gemeentelijke monumenten in Altena
- Lijst van gemeentelijke monumenten in Asten
- Lijst van gemeentelijke monumenten in Baarle-Nassau
- Lijst van gemeentelijke monumenten in Bergeijk
- Lijst van gemeentelijke monumenten in Bergen op Zoom
- Lijst van gemeentelijke monumenten in Bernheze
- Lijst van gemeentelijke monumenten in Best
- Lijst van gemeentelijke monumenten in Bladel
- Lijst van gemeentelijke monumenten in Boekel
- Lijst van gemeentelijke monumenten in Boxtel
- Lijst van gemeentelijke monumenten in Breda
- Lijst van gemeentelijke monumenten in Cranendonck
- Lijst van gemeentelijke monumenten in Deurne
- Lijst van gemeentelijke monumenten in Dongen
- Lijst van gemeentelijke monumenten in Drimmelen
- Lijst van gemeentelijke monumenten in Eersel
- Lijst van gemeentelijke monumenten in Eindhoven
- Lijst van gemeentelijke monumenten in Etten-Leur
- Lijst van gemeentelijke monumenten in Geertruidenberg
- Lijst van gemeentelijke monumenten in Geldrop-Mierlo
- Lijst van gemeentelijke monumenten in Gemert-Bakel
- Lijst van gemeentelijke monumenten in Gilze en Rijen
- Lijst van gemeentelijke monumenten in Goirle
- Lijst van gemeentelijke monumenten in Haaren
- Lijst van gemeentelijke monumenten in Halderberge
- Lijst van gemeentelijke monumenten in Heeze-Leende
- Lijst van gemeentelijke monumenten in Helmond
- Lijst van gemeentelijke monumenten in Heusden
- Lijst van gemeentelijke monumenten in Hilvarenbeek
- Lijst van gemeentelijke monumenten in Laarbeek
- Lijst van gemeentelijke monumenten in Land van Cuijk
- Lijst van gemeentelijke monumenten in Loon op Zand
- Lijst van gemeentelijke monumenten in Maashorst
- Lijst van gemeentelijke monumenten in Meierijstad
- Lijst van gemeentelijke monumenten in Moerdijk
- Lijst van gemeentelijke monumenten in Nuenen, Gerwen en Nederwetten
- Lijst van gemeentelijke monumenten in Oirschot
- Lijst van gemeentelijke monumenten in Oisterwijk
- Lijst van gemeentelijke monumenten in Oosterhout
- Lijst van gemeentelijke monumenten in Oss
- Lijst van gemeentelijke monumenten in Reusel-De Mierden
- Lijst van gemeentelijke monumenten in Roosendaal
- Rucphen heeft geen gemeentelijke monumenten[1]
- Lijst van gemeentelijke monumenten in Sint-Michielsgestel
- Lijst van gemeentelijke monumenten in Someren
- Lijst van gemeentelijke monumenten in Son en Breugel
- Lijst van gemeentelijke monumenten in Steenbergen
- Lijst van gemeentelijke monumenten in Tilburg
- Lijst van gemeentelijke monumenten in Valkenswaard
- Veldhoven heeft geen gemeentelijke monumenten[2]
- Lijst van gemeentelijke monumenten in Vught
- Lijst van gemeentelijke monumenten in Waalre
- Lijst van gemeentelijke monumenten in Waalwijk
- Lijst van gemeentelijke monumenten in Woensdrecht
- Lijst van gemeentelijke monumenten in Zundert